# Esteban III
Esteban III o IV (Siracusa, c. 720-Roma, 24 de enero del 772) fue el papa 94.º de la Iglesia católica entre 768 y 772.
Cuando fallece el papa Paulo I se designa como papa a un sacerdote romano llamado Felipe que renuncia al día siguiente. Entonces, el duque de Nepi provoca una insurrección armada y proclama anticanónicamente como papa a su hermano, un laico que tomará el nombre de Constantino II y que tras ser depuesto es considerado por la Iglesia como antipapa.
Esteban III, que residía en Roma desde que dejó su ciudad natal bajo el pontificado de Gregorio III, venía realizando funciones, cada vez más importantes, para los sucesivos papas hasta que, una vez depuesto el antipapa Constantino fue elegido para ocupar la silla de San Pedro.
Durante su pontificado destaca la celebración, en el año 769, de un concilio en Letrán en el que, entre otras medidas, se estableció que el papa debía ser elegido entre los cardenales, se condenó al antipapa Constantino y la iconoclasia, confirmando la práctica de la devoción a los iconos.
En el plano temporal se produjo la muerte de Pipino el Breve el mismo año de su elección como papa, lo que provocó un alejamiento de la política de sus antecesores, al distanciarse de los reyes francos y acercarse a los lombardos, a raíz del matrimonio celebrado por el nuevo rey franco Carlomagno con la hija del rey lombardo Desiderio.
Falleció en Roma el 24 de enero del 772.